# Цянский язык
Цянский язык (кит. 羌语 qiāngyǔ) — язык цянской группы, тибето-бирманской ветви в сино-тибетской языковой семье в провинции Сычуань, Китай.
Цянский язык подразделяется на:
- Североцянский язык - нетоновый язык.
- Южноцянский язык - тоновый язык.

## Лингвогеография

### Социолингвистическая информация
Ориентировочное число носителей: 80 000 человек, относящих себя собственно к цянам, а также 50 000 человек, принадлежащих к тибетцам. Количество носителей неуклонно снижается из-за экспансии китайского языка, поскольку всё среднее образование, а также основные СМИ на китайском языке. Однако на сегодня в некоторых деревнях дети говорят только на цянском языке, поэтому их родители вынуждены отказываться от школьного образования, что порождает развивающуюся в последние годы тенденцию к двуязычному образованию. Билингвизм характерен для большинства взрослого населения, хотя там, где контакты с ханьцами исторически наиболее продолжительны, например, в уезде Аба, цяны говорят только на китайском языке. Диалектное членение этого сложного языкового кластера дискуссионно. Традиционно выделение северного и южного цян, однако точное распределение диалектов по этим двум группам остается открытым вопросом. Более того, Н. Сим вообще предлагает отказаться от деления на северный/южный цян и создать новую классификацию на основе инноваций, приобретенных каждым из языков этой группы. По мнению Рэнди Дж. Лаполлы, точный ответ на него будет дан после завершения работы над Диалектологической картой цян.

### Генеалогическая и ареальная информация
Цянский язык относится к цянской группе бирмано-цянской ветви сино-тибетской языковой семьи. Носители цянского языка в основном проживают в Нгава-Тибетско-Цянском автономном округе, в северо-западной части провинции Сычуань, КНР, по водоразделу реки Миньцзян и в её притоках в уездах Маосянь, Вэньчуань, Хэйшуй, Сунгчу и Бэйчуань.
Китайский лингвист Сунь Хункай в своих раних работах делит цянский язык по следующей классификации:
Цянский язык
- Североцянский язык
  - Лухуа (уезд Хэйшуй)
  - Маво (уезд Хэйшуй)
  - Цзимулин (уезд Хэйшуй)
  - Вэйгу (уезд Хэйшуй/Маосянь)
  - Яду (уезд Маосянь)
- Южноцянский язык
  - Дацзишань (уезд Лисянь)
  - Таопин (уезд Лисянь)
  - Лонси (уезд Вэньчуань)
  - Мяньси (уезд Вэньчуань)
  - Хэйху (уезд Маосянь)
  - Саньлон (уезд Маосянь)
  - Цзяочон (уезд Маосянь)

## Цянская письменность
В 1990 году правительство автономного округа официально одобрило создание цянского алфавита. Согласие также было получено от комиссии по делам этнических групп провинции Сычуань и правительства провинции Сычуань. Осенью 1992 года правительство провинции Сычуань предоставило готовый алфавит на рассмотрение и утверждение Государственной комиссии по делам этнических меньшинств. Цянский латинский алфавит состоял из 26 букв латинского алфавита. Для обозначения сходных звуков в китайском алфавите использовались обычные буквы, в то время как двойные буквы использовались для обозначения звуков, характерных для цянского языка..
| Буква | МФА  | Буква | МФА   | Буква | МФА   | Буква | МФА  | Буква | МФА |
| ----- | ---- | ----- | ----- | ----- | ----- | ----- | ---- | ----- | --- |
| b     | [p]  | l     | [l]   | rl    | [ɭ]   | g     | [k]  | hv    | [h] |
| p     | [ph] | lh    | [ɬ]   | sh    | [ʂ]   | k     | [kh] | vh    | [ɦ] |
| bb    | [b]  | z     | [ts]  | rh    | [ʐ]   | gg    | [g]  | i     | [i] |
| m     | [m]  | c     | [tsh] | j     | [tɕ]  | ng    | [ŋ]  | ea    | [e] |
| f     | [f]  | zz    | [dz]  | jh    | [tɕh] | h     | [x]  | ae    | [æ] |
| v     | [v]  | s     | [s]   | jj    | [dʑ]  | hh    | [ɣ]  | e     | [ə] |
| d     | [t]  | ss    | [z]   | ny    | [ɲ]   | q     | [q]  | a     | [a] |
| t     | [th] | zh    | [tʂ]  | x     | [ɕ]   | qh    | [qh] | o     | [o] |
| dd    | [d]  | ch    | [tʂh] | xx    | [ʑ]   | v     | [χ]  | u     | [u] |
| n     | [n]  | dh    | [dʐ]  | y     | [j]   | vv    | [ʁ]  | ui    | [y] |

Позднее для цянского языка во второй половине 2010-х гг. была разработана с нуля новая цянская письменность предусматривающая обозначение тонов.